# Disputa territorial entre a Moldávia e a Ucrânia

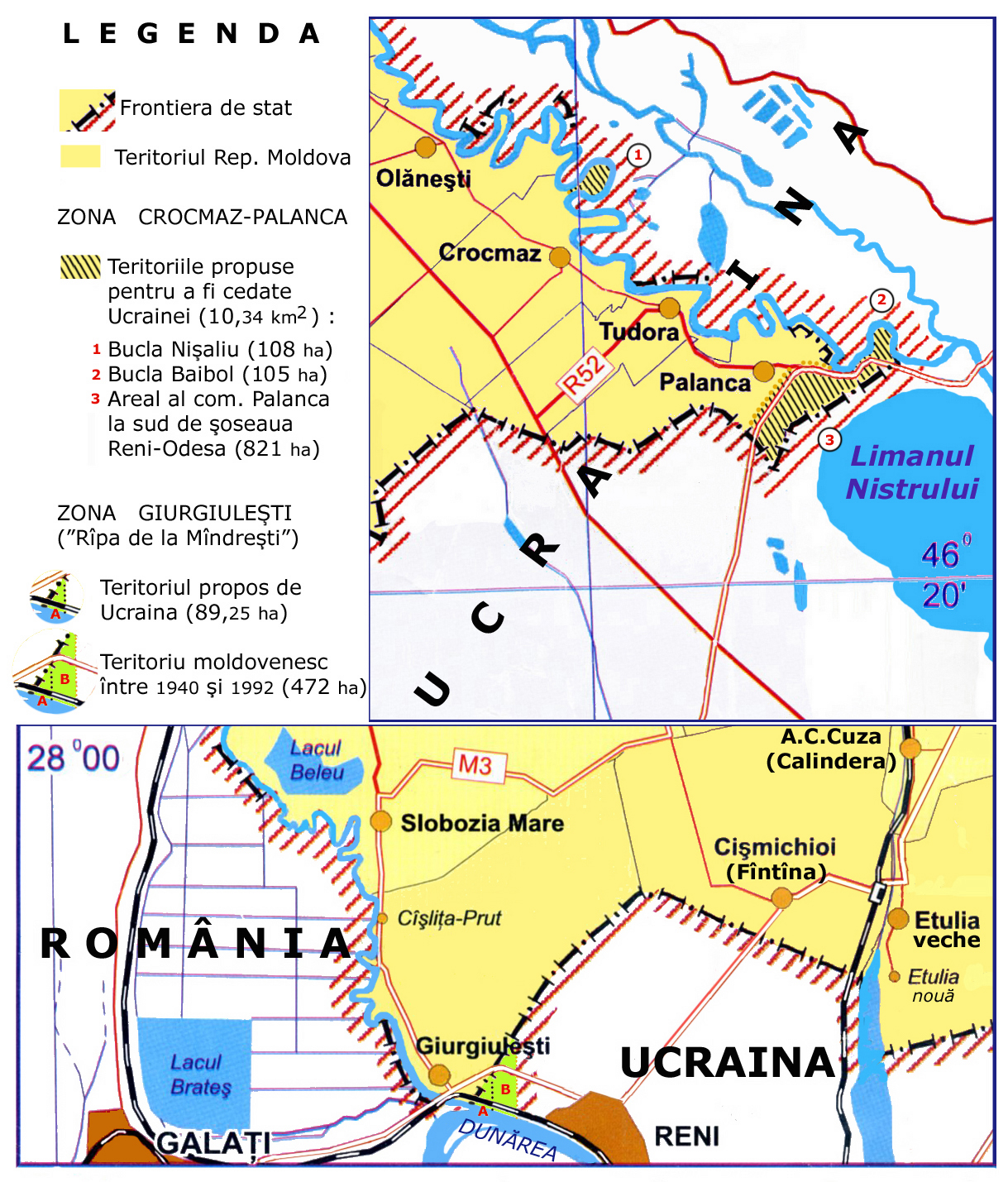
Territórios disputados em Palanca (listrado) e em Giurgiulești (verde)

A disputa territorial entre a Moldávia e a Ucrânia foi uma disputa que ocorreu entre 1997 e 2012, apesar da conclusão do acordo moldavo-ucraniano sobre a inviolabilidade das fronteiras em 23 de outubro de 1992. De acordo com um protocolo adicional de 1999, a Moldávia transferiria parte do seu território ao longo do Dniester e um troço de rodovia perto da vila de Palanca, distrito de Ștefan Vodă, em troca do direito de construir um porto em Giurgiulești. A disputa surgiu após a Ucrânia acusar a Moldávia de não ter cumprido os termos do protocolo e a Moldávia anunciar a falsificação de dados de que o litoral poderia ser transferido para a Ucrânia. A disputa sobre a fronteira se deveu ao facto de que o uso de algumas estradas era complicado pelas fronteiras existentes em Palanca e em Giurgiulești.

## Antecedentes
Em 23 de outubro de 1992, a Ucrânia e a Moldávia assinaram um tratado sobre a definição da fronteira entre os dois países. Em 4 de agosto de 1998, o primeiro-ministro da Moldávia, Ion Ciubuc, e o primeiro-ministro da Ucrânia, Valeriy Pustovoitenko, assinaram um tratado sobre a transferência do troço rodoviário entre Mayaky e Udobne e de territórios perto de Palanca, no sul da Moldávia para a propriedade da Ucrânia, enquanto que a Moldávia receberia 430 metros de margem do rio Danúbio perto da cidade de Giurgiulești com o direito de construir um porto. Ambas as partes se comprometeram a construir um posto de controle conjunto.
Em 1999, um protocolo adicional ao tratado de fronteira, foi assinado pelo deputado do Parlamento da República da Moldávia, Vasilii Șova, e pelo deputado da III legislatura do Conselho Supremo, Petro Poroshenko, que estipulava que:

A República da Moldávia transferirá para a Ucrânia a plena soberania, posse, uso e gestão da ilha fluvial Nișaliu (107,7 ha) no Baixo Dniester, o atual troço moldavo da rodovia Reni-Odessa, localizado na cidade moldava de Palanca, na foz do Dniester, com um comprimento de 7,77 km, uma largura de 23 m e uma área total de 18 ha, juntamente com as terras por baixo correspondentes, bem como as aldeias adjacentes de Piscicola, Pășunea, Abdiv e Baibol (9,26 km²) totalizando 10,5 km² de território moldavo em troca do território correspondente entre a cidade moldava de Giurgiulești e a cidade ucraniana de Reni: território adjacente à margem do rio Danúbio.
No entanto, o protocolo foi bloqueado pela Moldávia porque o território entre Giurgiulești e o desfiladeiro de Mîndrești já pertencia à Moldávia desde 1940, mas foi alegadamente transferido para a Ucrânia em 1992 através de um acordo verbal sem fundamento jurídico entre o Primeiro-Ministro da Moldávia Valeriu Muravschi e o Primeiro-Ministro da Ucrânia Pavlo Lazarenko. Por isso, o território proposto em troca pela Ucrânia (com uma área de 89,25 ha e 430 m de margem do Danúbio), faz parte de um território maior (área de 4,7 km² e 1 237 m de margem do Danúbio) pertencente à Moldávia de jure. No entanto, de acordo com o decreto do Presidium do Soviete Supremo da União Soviética sobre o estabelecimento da fronteira entre a RSS da Ucrânia e a RSS da Moldávia, a fronteira entre as duas repúblicas termina no rio Prut.

## Posições e reivindicações
- Moldávia — O governo da Moldávia recusou-se a ceder um território de 926 hectares (9,26 km²) perto da vila de Palanca à Ucrânia. As autoridades moldavas acreditam que a região pertence ancestralmente à Moldávia e por isso é "território inalienável".[7] A transferência de territórios estatais foi proibida pelas leis da Moldávia e o prefeito do distrito de Ștefan Vodă, Valeriu Beril, ameaçou bloquear a rodovia, dizendo que não permitiria qualquer transferência de territórios para a Ucrânia.[8][9] Como tal, a Ucrânia recebeu apenas uma superfície rodoviária,[2] que simplesmente era propriedade da Ucrânia em território da Moldávia.[10]
- Ucrânia — Alguns políticos ucranianos acreditavam que a transferência de territórios perto de Giurgiulești para a Moldávia ocorreu em violação das leis da Ucrânia; de acordo com o artigo 73 da Constituição da Ucrânia, era necessário realizar um referendo interno.[11] A Ucrânia considera que a recusa da Moldávia em transferir os territórios era uma violação do protocolo, mas além de declarações oficiais sobre intenções de pressionar a Moldávia a concluir o acordo, pouco mais foi feito. A construção do porto de Giurgiulești poderá tornar-se uma ameaça económica para o porto ucraniano de Reni, que em 2009 perdeu cerca de 300–400 mil toneladas de carga anual de cereais da Moldávia e perdeu a produção de uma fábrica metalúrgica em Rîbnița (parcialmente devido à falta de uma linha ferroviária, que existia desde Cahul para o porto da Moldávia).[7]

## Resolução do conflito
No verão de 2011, as discussões para a implementação do protocolo de 1999 foram finalmente concluídas. Em 26 de novembro de 2012, a questão dos territórios disputados perto de Palanca foi finalmente encerrada, com o território ao redor da vila permanecendo na Moldávia, mas a rodovia transferida para a propriedade da Ucrânia.